# Ave Noturna
Ave Noturna é o segundo álbum de estúdio do  cantor, compositor e instrumentista cearense Raimundo Fagner lançado em 1975.

## Faixas
1. "Fracassos"
2. "A Palo Seco"
3. "O Astro Vagabundo"
4. "Beco dos Baleiros"
5. "Riacho do Navio"
6. "Estrada de Santana"
7. "Última Mentira"
8. "Retrato Marrom"
9. "Ave Noturna"
10. Antônio Conselheiro (Bumba Meu Boi) (Adaptação.: Raimundo Fagner)

## Música em novela
- "Beco dos Baleiros" foi tema de Ovelha Negra (1975)
- "Fracassos" foi tema de Amor de Mãe (2019)

## Ligação externa
- "Ave Noturna" de Fagner no Allmusic (em inglês)